# Carl Mommert
Carl Mommert (* 7. August 1840 in Krehlau, Niederschlesien, heute Krzelów, Gemeinde Wińsko, Polen; † um 1910) war ein katholischer Theologe und Pfarrer, der als Vertreter des Antisemitismus im 19. Jahrhundert gilt.

## Leben

### Familie und Bildung
Carl Mommert war das erste von zwölf Kindern und wuchs zunächst auf dem elterlichen Gutshof in Krehlau/Niederschlesien auf. 1848 nahm ihn sein gleichnamiger Onkel bei sich auf, der seit 1844 eine Pfarrstelle in Ullersdorf hatte. Dort erhielt Carl Mommert zuerst Privatunterricht von einem Adjutanten und besuchte dann ab 1852 das Gymnasium in Sagan. 1859 wechselte er auf das Gymnasium in Glogau. Dass er keineswegs der beste Schüler war, beweist sein Abgangszeugnis vor dem Schulwechsel:

„Bei nicht hinreichendem in der Mathematik und im Griechischen geringem Fleiße und regelmäßigem Schulbesuche hat er den Anforderungen der Unter-Sekunda in nachstehender Art entsprochen: a) In Sprachen: Im Deutschen, Lateinischen und Hebräischen waren seine Leistungen nicht hinreichend, im Griechischen und Französischen gering. b) In den Wissenschaften: In der Religion und Geschichte entsprach er den Anforderungen hinreichend, in der Physik nicht hinreichend; in der Mathematik waren seine Leistungen gering. c) In technischen Fertigkeiten und Künsten: Im Zeichnen und Turnen konnte ihm das Prädikat »vorzüglich« gegeben werden.“

Sein Reifezeugnis erhielt er 1862 im Alter von 22 Jahren.

### Studium und religiöses Erweckungserlebnis
Anschließend stellte sich ihm die Berufsfrage. Dazu äußert Carl Mommert in seinen Lebenserinnerungen: „Soldat würde ich gern geworden sein, aber dazu waren meine Zivilverhältnisse nicht angetan, und dieser Stand war darum für mich stets nur ein Gegenstand platonischer Liebe geblieben“. Sodann entschloss er sich, Jura zu studieren, denn damit ließ sich sein Berufsziel verwirklichen: „So ein Steuer-Oberkontrolleur, der in seinem Wagen umherfährt und die Schnapsbrennereien und Bierbrauereien revidiert“. Dazu kam es aber nicht, denn durch ein Versehen schrieb er sich an der Universität Breslau für katholische Theologie ein. Zu Beginn seines Studiums widmete er sich eher dem „Studentenleben“: Er trat der katholischen Studentenverbindung Winfridia bei und war „auf dem besten Wege, das Biertrinken und das Tanzen, zwei wichtige, mir aber bis dahin noch völlig neue Künste gründlich zu erlernen, obwohl mir beide ganz und gar unsympathisch waren“. Eine Einschätzung, die sich wohl am ehesten durch den priesterlichen Stand erklären lässt, den Carl Mommert beim Abfassen der Erinnerungen innehatte. 1864 erkrankte er dann so schwer an Typhus, dass er bereits die Krankensalbung erhielt. Seine Genesung empfand er als religiöses Erweckungserlebnis und beschloss, sich aufrichtig „dem geistlichen Stande zu widmen“. 1866 absolvierte er das Konkurs-Examen und wegen des Deutschen Krieges 1866 erhielt er bereits kurz darauf „die Tonsur und die vier niederen Weihen, und am 8. Juli desselben Jahres auch schon die hl. Subdiakonatsweihe“. Seine erste Predigt hielt Carl Mommert am Sonntag nach Bartholomäus 1866 bei seinem Onkel in Ullersdorf.

### Katholischer Pfarrer im „Kulturkampf“
Carl Mommert, der später eine eigene Pfarrei in Schweidnitz hatte, war stets überzeugt, die richtige Berufswahl getroffen zu haben und verteidigte seinen Stand und seine Ansichten als katholischer Pfarrer auch vehement im so genannten Kulturkampf, der schon vorher schwelte, aber nach der Reichsgründung 1871 vollends zum Ausbruch kam. Mommert schreibt in seinen Lebenserinnerungen, er habe „im Kulturkampfe in den ersten Reihen tapfer mitgekämpft“. Dadurch bedingt hatte er „nicht nur eine 14-tägige Gefängnis-Strafe abzusitzen, sondern [war] auch eingestandenermaßen reizbar, nervös und grob“.

### Reisen
Bereits während des Studiums, vor allem aber danach reiste Carl Mommert sehr viel. Er besuchte nicht nur Italien, Österreich, die Schweiz und die Weltausstellung 1878 in Paris. Sein bevorzugtes Reiseziel war Jerusalem. Carl Mommert gehörte dem Ritterorden vom Heiligen Grab zu Jerusalem an. Die Deutsche Morgenländische Gesellschaft hatte ihn ebenfalls zum Mitglied. Das Interesse an der heiligen Stadt arbeitete er in zahlreichen Publikationen auf.

### Tod
Das Todesdatum Carl Mommerts ist unbekannt. Da seine letzte deutschsprachige Publikation 1910 erschien, ist dies der Terminus post quem.

## Antisemitismus
In einigen seiner Publikationen zeigte sich, wie schon die Titel bisweilen erahnen lassen, „[d]ie Kontinuität des antijüdischen Vorurteils […] und damit zugleich die latente Präsenz antijüdischer Dispositionen in der katholischen Bevölkerung Deutschlands zur Wilhelminischen Zeit“. Christoph Nonn ist sogar der Auffassung, dass Carl Mommert unter den katholischen Klerikern „der eifrigste Verfechter der Ritualmordlegende um die Jahrhundertwende“ war. So versuchte Carl Mommert, die Ritualmordlegende mit derartigen Sätzen zu stützen: „Aus der jährlichen Wiederkehr der Feste und der religiösen Feierlichkeiten, zu welchen die Juden des Menschenblutes, beziehungsweise des Christenblutes, zu rituellen Zwecken bedürfen, ergibt sich mit haarsträubender Gewißheit, daß alljährlich Menschen, und insbesonderheit Christen, zum Zweck der Blutabzapfung von den Juden […] umgebracht werden“. Lehrs Einschätzung, dass Mommert die Juden zu dämonisieren versuche, ist also durchaus zuzustimmen. Widerspruch erfuhr er auch aus seiner Kirche, nicht zuletzt von Fürstbischof Georg Kopp. 1907 erklärte er sich bereit, seine antisemitischen Schriften aus dem Buchhandel zurückzuziehen.

## Schriften
- Die heilige Grabeskirche zu Jerusalem in ihrem ursprünglichen Zustande, Leipzig 1888.
- Die Dormitio und das deutsche Grundstück auf dem traditionellen Zion, Leipzig 1899.
- Zion und Akra. Die Hügel der Altstadt, Leipzig 1900.
- Golgotha und das hl. Grab zu Jerusalem, Leipzig 1900.
- Salem, die Königsstadt des Melchisedek. Eine christlich-archäologische Studie, Leipzig 1902.
- Topographie des alten Jerusalem, 4 Bd., 1902-1907.
- Das Prätorium des Pilatus und der Ort der Verurteilung Jesu, Leipzig 1903.
- Aenon und Bethania, die Taufstätten des Täufers, Leipzig 1903.
- Aus dem Leben eines Dorfpfarrers, Leipzig 1904.
- Menschenopfer bei den alten Hebräern, Leipzig 1905.
- Der Ritualmord bei den Talmud-Juden, Leipzig 1905.
- Widerlegung der Widersprüche frommer Juden und Christen gegen die Blutbeschuldigung der Juden, Leipzig 1906.
- Der Teich Bethesda zu Jerusalem und das Jerusalem des Pilgers von Bordeaux, Leipzig 1907.
- Siloah. Brunnen, Teich, Kanal zu Jerusalem, Leipzig 1908.
- Zur Chronologie des Lebens Jesu, Leipzig 1910.
- Saint Étienne et ses sanctuaires à Jérusalem, Paris 1912.